# Sorocephalus palustris
Sorocephalus palustris är en tvåhjärtbladig växtart som beskrevs av Rourke. Sorocephalus palustris ingår i släktet Sorocephalus och familjen Proteaceae. Inga underarter finns listade i Catalogue of Life.